# Kolem Baskicka 2021
60. ročník etapového cyklistického závodu Kolem Baskicka se konal mezi 5. a 10. dubnem 2021. Vítězem závodu se stal Slovinec Primož Roglič z Teamu Jumbo–Visma. Na druhém a třetím místě se umístili Dán Jonas Vingegaard (Team Jumbo–Visma) a Slovinec Tadej Pogačar (UAE Team Emirates). Obhájce vítězství Jon Izagirre se závodu zúčastnil.

## Týmy
Závodu se účastnilo 24 týmů, všech 19 UCI WorldTeamů a 5 UCI ProTeamů. Všechny týmy nastoupily se 7 jezdci, kromě Teamu Qhubeka Assos, jenž nastoupil s 6 jezdci. Na start se postavilo 167 jezdců, z nichž 103 dojelo do cíle na vrcholu Arrate.
Týmy, které se účastnily závodu, byly:
UCI WorldTeamy
- AG2R Citroën Team
- Astana–Premier Tech
- Bora–Hansgrohe
- Cofidis
- Deceuninck–Quick-Step
- EF Education–Nippo
- Groupama–FDJ
- Ineos Grenadiers
- Intermarché–Wanty–Gobert Matériaux
- Israel Start-Up Nation
- Lotto–Soudal
- Movistar Team
- Team Bahrain Victorious
- Team BikeExchange
- Team DSM
- Team Jumbo–Visma
- Team Qhubeka Assos
- Trek–Segafredo
- UAE Team Emirates

UCI ProTeamy
- Burgos BH
- Caja Rural–Seguros RGA
- Equipo Kern Pharma
- Euskaltel–Euskadi
- Total Direct Énergie

## Trasa a etapy
Celá trasa závodu byla odhalena 26. února 2021.
| Etapa         | Datum         | Trasa                       | Vzdálenost    | Typ      | Typ                  | Vítěz                       |          |
| ------------- | ------------- | --------------------------- | ------------- | -------- | -------------------- | --------------------------- | -------- |
| 1             | 5. dubna      | Bilbao – Bilbao             | 13,9 km       |          | Individuální časovka | Primož Roglič (SLO)         |          |
| 2             | 6. dubna      | Zalla – Sestao              | 154,8 km      |          | Zvlněná etapa        | Alex Aranburu (ESP)         |          |
| 3             | 7. dubna      | Amurrio – Ermualde (Laudio) | 167,7 km      |          | Středně těžká etapa  | Tadej Pogačar (SLO)         |          |
| 4             | 8. dubna      | Gasteiz – Hondarribia       | 189,2 km      |          | Zvlněná etapa        | Jon Izagirre (ESP)          |          |
| 5             | 9. dubna      | Hondarribia – Ondarroa      | 160,2 km      |          | Zvlněná etapa        | Mikkel Frølich Honoré (DEN) |          |
| 6             | 10. dubna     | Ondarroa – Arrate (Eibar)   | 111,9 km      |          | Horská etapa         | David Gaudu (FRA)           |          |
| Celková délka | Celková délka | Celková délka               | Celková délka | 797,7 km | 797,7 km             | 797,7 km                    | 797,7 km |

## Průběžné pořadí
| Etapa          | Vítěz          | Celkové pořadí  | Bodovací soutěž | Vrchařská soutěž      | Soutěž mladých jezdců | Soutěž Basků  | Soutěž týmů         | Cena bojovnosti  |
| -------------- | -------------- | --------------- | --------------- | --------------------- | --------------------- | ------------- | ------------------- | ---------------- |
| 1              | Primož Roglič  | Primož Roglič   | Primož Roglič   | Tadej Pogačar         | Brandon McNulty       | Alex Aranburu | Team Jumbo–Visma    | Brandon McNulty  |
| 2              | Alex Aranburu  | Primož Roglič   | Primož Roglič   | Maximilian Schachmann | Brandon McNulty       | Alex Aranburu | Astana–Premier Tech | Alex Aranburu    |
| 3              | Tadej Pogačar  | Primož Roglič   | Primož Roglič   | Tadej Pogačar         | Tadej Pogačar         | Mikel Landa   | Team Jumbo–Visma    | Oier Lazkano     |
| 4              | Jon Izagirre   | Brandon McNulty | Primož Roglič   | Tadej Pogačar         | Brandon McNulty       | Pello Bilbao  | Team Jumbo–Visma    | Juan Pedro López |
| 5              | Mikkel Honoré  | Brandon McNulty | Primož Roglič   | Tadej Pogačar         | Brandon McNulty       | Pello Bilbao  | Team Jumbo–Visma    | Carlos Canal     |
| 6              | David Gaudu    | Primož Roglič   | Primož Roglič   | Primož Roglič         | Jonas Vingegaard      | Pello Bilbao  | Team Jumbo–Visma    | Hugh Carthy      |
| Konečné pořadí | Konečné pořadí | Primož Roglič   | Primož Roglič   | Primož Roglič         | Jonas Vingegaard      | Pello Bilbao  | Team Jumbo–Visma    | neuděleno        |

## Konečné pořadí
| Legenda | Legenda                                 | Legenda | Legenda                          |
| ------- | --------------------------------------- | ------- | -------------------------------- |
|         | Označuje vítěze celkového pořadí.       |         | Označuje vítěze soutěže Basků.   |
|         | Označuje vítěze bodovací soutěže.       |         | Označuje vítěze soutěže týmů.    |
|         | Označuje vítěze vrchařské soutěže.      |         | Označuje vítěze ceny bojovnosti. |
|         | Označuje vítěze soutěže mladých jezdců. |         |                                  |

### Celkové pořadí
| Pořadí | Jezdec                   | Tým                     | Čas         |
| ------ | ------------------------ | ----------------------- | ----------- |
| 1      | Primož Roglič (SLO)      | Team Jumbo–Visma        | 19h 11' 36" |
| 2      | Jonas Vingegaard (DEN)   | Team Jumbo–Visma        | + 52"       |
| 3      | Tadej Pogačar (SLO)      | UAE Team Emirates       | + 1' 07"    |
| 4      | Adam Yates (GBR)         | Ineos Grenadiers        | + 1' 26"    |
| 5      | David Gaudu (FRA)        | Groupama–FDJ            | + 1' 27"    |
| 6      | Pello Bilbao (ESP)       | Team Bahrain Victorious | + 1' 28"    |
| 7      | Alejandro Valverde (ESP) | Movistar Team           | + 1' 33"    |
| 8      | Mikel Landa (ESP)        | Team Bahrain Victorious | + 2' 17"    |
| 9      | Esteban Chaves (COL)     | Team BikeExchange       | + 2' 38"    |
| 10     | Jon Izagirre (ESP)       | Astana–Premier Tech     | + 2' 59"    |

### Bodovací soutěž
| Pořadí | Jezdec                   | Tým                     | Body |
| ------ | ------------------------ | ----------------------- | ---- |
| 1      | Primož Roglič (SLO)      | Team Jumbo–Visma        | 106  |
| 2      | Tadej Pogačar (SLO)      | UAE Team Emirates       | 75   |
| 3      | David Gaudu (FRA)        | Groupama–FDJ            | 61   |
| 4      | Jonas Vingegaard (DEN)   | Team Jumbo–Visma        | 48   |
| 5      | Alejandro Valverde (ESP) | Movistar Team           | 44   |
| 6      | Brandon McNulty (USA)    | UAE Team Emirates       | 42   |
| 7      | Adam Yates (GBR)         | Ineos Grenadiers        | 41   |
| 8      | Alex Aranburu (ESP)      | Astana–Premier Tech     | 37   |
| 9      | Pello Bilbao (ESP)       | Team Bahrain Victorious | 36   |
| 10     | Jon Izagirre (ESP)       | Astana–Premier Tech     | 35   |

### Vrchařská soutěž
| Pořadí | Jezdec                   | Tým                                | Body |
| ------ | ------------------------ | ---------------------------------- | ---- |
| 1      | Primož Roglič (SLO)      | Team Jumbo–Visma                   | 34   |
| 2      | Tadej Pogačar (SLO)      | UAE Team Emirates                  | 27   |
| 3      | David Gaudu (FRA)        | Groupama–FDJ                       | 20   |
| 4      | Hugh Carthy (GBR)        | EF Education–Nippo                 | 17   |
| 5      | Antwan Tolhoek (NED)     | Team Jumbo–Visma                   | 15   |
| 6      | Quinten Hermans (BEL)    | Intermarché–Wanty–Gobert Matériaux | 14   |
| 7      | Brandon McNulty (USA)    | UAE Team Emirates                  | 12   |
| 8      | Patrick Bevin (NZL)      | Israel Start-Up Nation             | 11   |
| 9      | Ben O'Connor (AUS)       | AG2R Citroën Team                  | 11   |
| 10     | Alejandro Valverde (ESP) | Movistar Team                      | 11   |

### Soutěž mladých jezdců
| Pořadí | Jezdec                  | Tým                     | Čas         |
| ------ | ----------------------- | ----------------------- | ----------- |
| 1      | Jonas Vingegaard (DEN)  | Team Jumbo–Visma        | 19h 12' 28" |
| 2      | Tadej Pogačar (SLO)     | UAE Team Emirates       | + 15"       |
| 3      | David Gaudu (FRA)       | Groupama–FDJ            | + 35"       |
| 4      | Mauri Vansevenant (BEL) | Deceuninck–Quick-Step   | + 2' 24"    |
| 5      | Brandon McNulty (USA)   | UAE Team Emirates       | + 6' 54"    |
| 6      | Gino Mäder (SUI)        | Team Bahrain Victorious | + 11' 10"   |
| 7      | Sergio Higuita (COL)    | EF Education–Nippo      | + 16' 22"   |
| 8      | Ilan Van Wilder (BEL)   | Team DSM                | + 16' 38"   |
| 9      | Mark Donovan (GBR)      | Team DSM                | + 20' 30"   |
| 10     | Eddie Dunbar (IRL)      | Ineos Grenadiers        | + 28' 00"   |

### Soutěž Basků
| Pořadí | Jezdec                | Tým                     | Čas         |
| ------ | --------------------- | ----------------------- | ----------- |
| 1      | Pello Bilbao (ESP)    | Team Bahrain Victorious | 19h 13' 04" |
| 2      | Mikel Landa (ESP)     | Team Bahrain Victorious | + 49"       |
| 3      | Jon Izagirre (ESP)    | Astana–Premier Tech     | + 1' 31"    |
| 4      | Jonathan Lastra (ESP) | Caja Rural–Seguros RGA  | + 15' 30"   |
| 5      | Alex Aranburu (ESP)   | Astana–Premier Tech     | + 23' 36"   |
| 6      | Jon Agirre (ESP)      | Equipo Kern Pharma      | + 27' 24"   |
| 7      | Mikel Nieve (ESP)     | Team BikeExchange       | + 29' 56"   |
| 8      | Gotzon Martín (ESP)   | Euskaltel–Euskadi       | + 33' 21"   |
| 9      | Omar Fraile (ESP)     | Astana–Premier Tech     | + 41' 43"   |
| 10     | Txomin Juaristi (ESP) | Euskaltel–Euskadi       | + 42' 57"   |

### Soutěž týmů
| Pořadí | Tým                     | Čas         |
| ------ | ----------------------- | ----------- |
| 1      | Team Jumbo–Visma        | 57h 47' 23" |
| 2      | Team Bahrain Victorious | + 3' 18"    |
| 3      | UAE Team Emirates       | + 18' 04"   |
| 4      | Astana–Premier Tech     | + 18' 26"   |
| 5      | Deceuninck–Quick-Step   | + 20' 04"   |
| 6      | Movistar Team           | + 23' 14"   |
| 7      | Ineos Grenadiers        | + 26' 53"   |
| 8      | Cofidis                 | + 30' 30"   |
| 9      | Bora–Hansgrohe          | + 32’ 45"   |
| 10     | Team BikeExchange       | + 53' 34"   |